# 堀利長
堀 利長（ほり としなが）は、江戸時代前期の大名。常陸玉取藩の第2代藩主。徳川家光からその器量を認められて寵愛されていたという。

## 生涯
慶長6年（1601年）、堀利重の長男として生まれる。寛永15年（1638年）、父の死去により跡を継ぐ。このとき、次男の利直に2000石を分与したため、1万2000石を領する。寛永18年（1641年）1月15日に大番頭に任じられ、万治元年（1658年）10月12日に在任中のまま死去した。享年58。跡を婿養子の通周が継いだ。